# اسلوپ کلاس انچوسا
اسلوپ کلاس انچوسا (به انگلیسی: Anchusa-class sloop) یک کلاس از اسلوپ‌ها است که طول آن ۲۵۰ فوت (۷۶٫۲ متر) می‌باشد.